# Palmares de Zumbi
Palmares de Zumbi é um livro Infanto-juvenil, escrito por Leonardo Chalub.
O livro recria a história de Zumbi, líder histórico do quilombo dos Palmares. Representado no livro pelo menino Francisco, uma criança africana que é trazida para o Brasil e separada de seus pais.

## Prêmios e reconhecimento
Em 2020 o livro Palmares de Zumbi foi premiado na categoria juvenil do Prêmio Jabuti.